# Harold Schechter
Harold Schechter, född 28 juni 1948, är en amerikansk författare, specialiserad på seriemördare, och professor i litteratur.
Schechter tog 1969 en bachelorexamen vid City College of New York och 1975 en Ph.D. vid State University of New York i Buffalo. Sedan 1987 är han professor i amerikansk litteratur och populärkultur vid Queens College inom City University of New York.
Han har bland annat skrivit en bok om Ed Gein.